# Lenalidomid
Lenalidomíd, pod tržnim imenom Revlimid in drugimi, je protirakavo in imunomodulatorno zdravilo za zdravljenje diseminiranega plazmacitoma (DP) in mielodisplastičnega sindroma (MDS). Pri zdravljenju DP se uporablja običajno v kombinaciji z deksametazonom ter pri bolnikih, ki so bili predhodno zdravljeni vsaj z eno drugo obliko zdravljenja. Uporablja se skozi usta (peroralno).
Pogosti neželeni učinki vključujejo drisko, srbež, bolečine v sklepih, vročino, glavobol in motnje spanja. Med hude neželene učinke spadajo znižano število krvnih ploščic, zmanjšanje števila belih krvničk in pojav krvnih strdkov. Uporaba med nosečnostjo lahko škoduje plodu. Pri bolnikih z motenim delovanjem ledvic je lahko potrebno prilagajanje odmerka. Po zgradbi je lenalidomid podoben talidomidu, vendar izkazuje drugačen mehanizem delovanja. Mehanizem delovanja ni povsem pojasnjen.
Lenalidomid je za klinično uporabo odobren v ZDA od leta 2005, v Evropski uniji pa so mu dodelili dovoljenje za promet leta 2007. Uvrščen je na seznam osnovnih zdravil Svetovne zdravstvene organizacije, torej med najpomembnejša učinkovita in varna zdravila, potrebna za normalno zagotavljanje zdravstvene oskrbe.

## Klinična uporaba

### Diseminirani plazmocitom
Lenalidomid se uporablja za zdravljenje diseminiranega plazmocitoma. Je potentnejši analog talidomida; zavira angiogenezo v tumorjih, sproščanje citokinov iz tumorjev in proliferacijo tumorskih celic, tako da spodbuja njihovo apoptozo.
Je učinkovit pri doseganju popolnega ali zelo dobrega delnega odziva raka na zdravljenje. Izboljša preživetje brez napredovanja bolezni. Pogostejši neželeni učinki pri bolnikih, ki prejemajo lenalidomid za zdravljenje diseminiranega plazmocitoma, so nevtropenija, globoka venska tromboza, okužbe in povečano tveganje za pojav drugih hematoloških rakov. Koristi zdravljenja ponovljenega ali refraktornega diseminiranega plazmocitoma pretehtajo tveganje za pojav drugega primarnega hematološkega raka. Pri bolnikih, ki so zdravljeni z lenalidomidom, je lahko otežena pridobitev matičnih celic za avtologno presaditev.

### Mielodisplastični sindrom
Lenalidomid se uporablja za zdravljenje mielodisplastičnega sindroma z majhnim ali srednjim-1 tveganjem, povezanega z  delecijo 5q, kadar so druge možnosti zdravljenja nezadostne ali neustrezne.

### Limfom plaščnih celic
Kot samostojno zdravljenje se uporablja pri ponovljenem ali na zdravljenje neodzivnem limfomu plaščnih celic pri odraslih bolnikih.

## Neželeni učinki
Lenalidomid je lahko teratogen, kar pomeni, da lahko pri uporabi med nosečnostjo povzroči nepravilnosti v razvoju ploda. Povzroča lahko hematološke neželene učinke (vključno z nevtropenijo in trombocitopenijo) ter trombembolijo. Lahko deluje tudi hepatotoksično (škodljivo na jetra). Zaviranje delovanja kostnega mozga je poglavitni neželeni učinek, ki omejuje višje odmerke zdravila, kar za analog talidomid ni značilno.
Uporaba lenalidomida je med drugim povezana s pojavom drugih primarnih rakavih bolezni, hudimi kožnimi reakcijami, preobčutljivostnimi reakcijami, sindromom tumorske lize, prehodnim zagonom rakave bolezni, hipotiroidizmom in hipertiroidizmom.